# Temple de Diane (Aix-les-Bains)
Vous lisez un « bon article » labellisé en 2024.
Pour les articles homonymes, voir Temple de Diane.
Le temple de Diane d'Aix-les-Bains est un monument romain situé en France dans la commune d'Aix-les-Bains et le département de la Savoie, en région Auvergne-Rhône-Alpes. Dans la géographie administrative romaine, Aquae (Aix-les-Bains) se trouve dans la cité de Vienne, en territoire allobroge.
Sans doute construit dans la première moitié du IIe siècle, le monument, traditionnellement considéré comme un temple romain, est remanié à plusieurs reprises, intégré à des constructions plus récentes, dont le château féodal devenu plus tard l'hôtel de ville, ce qui lui vaut certainement d'échapper à la destruction totale. Son identification comme édifice cultuel consacré à Diane a depuis longtemps suscité des réserves chez les historiens ; il semble en effet que cette hypothèse doive être abandonnée au profit de celle d'un tombeau-temple ou d'un mausolée-temple formant un ensemble cohérent avec l'arc de Campanus, lui aussi finalement interprété comme un monument funéraire. Cette proposition est la conséquence d'une remise en question globale du statut et de la localisation précise de l'agglomération antique d'Aquae.
Le temple de Diane, dont trois murs extérieurs sont intégralement conservés, est classé au titre des monuments historiques depuis 1875 ; il abrite depuis 1948 le musée archéologique d'Aix-les-Bains.

## Contexte historique et topographique

Plan schématique de la place Maurice-Mollard en 2015.

Les premières occupations romaines à Aix-les-Bains (Aquae) semblent remonter à la seconde moitié du Ier siècle, avec un aménagement sommaire de deux sources thermales chaudes. La ville est rattachée administrativement à la cité de Vienne. Le site antique, implanté à une altitude d'environ 260 m sur le flanc ouest du mont Revard, bénéficie d'un microclimat clément favorable à une implantation humaine durable grâce à la proximité du lac du Bourget.
Plusieurs documents épigraphiques mentionnent les vicani (habitants du vicus) d'Aquae ; la réalité géographique et administrative que recouvre ce terme est difficile à appréhender. À la lumière des plus récents travaux, il apparaît douteux de voir dans Aquae une agglomération antique urbaine, pourvue d'un centre monumental comprenant les thermes, le temple de Diane et l'arc de Campanus. La topographie du site qui présente un important dénivelé (près de dix mètres entre la base du podium du temple et le niveau de circulation autour des bassins des thermes antiques partiellement intégrés aux bâtiments des thermes nationaux modernes) s'y prête mal et, si l'arc de Campanus est bien un monument funéraire, il n'a pas sa place dans le cœur d'une ville, ce type de monument devant être relégué hors des limites des cités.

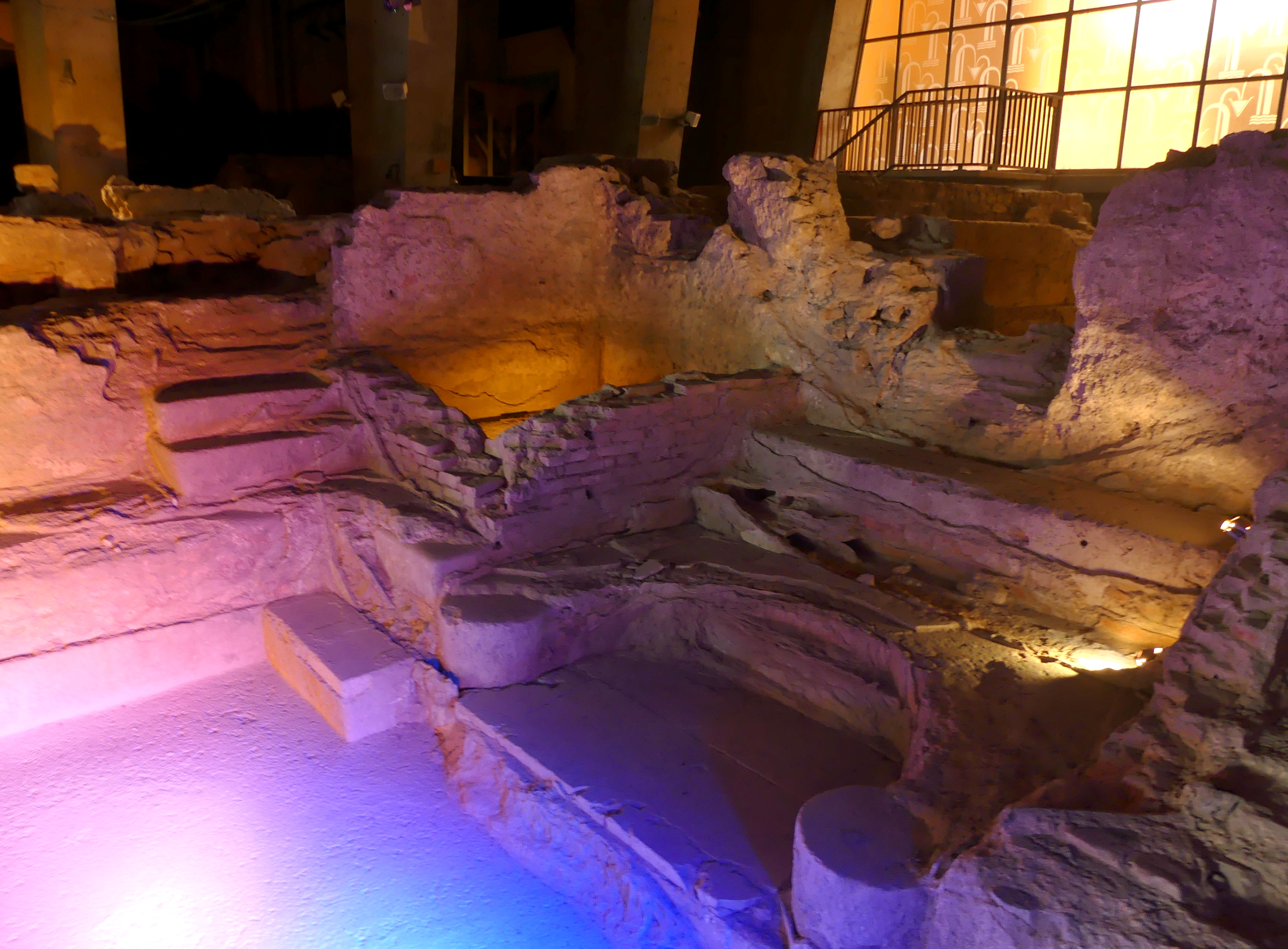
Vestiges des thermes.

Plus vraisemblablement, et à l'image d'Aix-en-Provence, le site d'Aix-les-Bains se compose dans un premier temps d'une agglomération rurale qui semble assez peu structurée géographiquement, habitée par des paysans-propriétaires (possessores) élisant un conseil de decemlicti chargé d'administrer la ville. L'épigraphie suggère que l'activité de ces paysans est essentiellement tournée vers l'agropastoralisme.

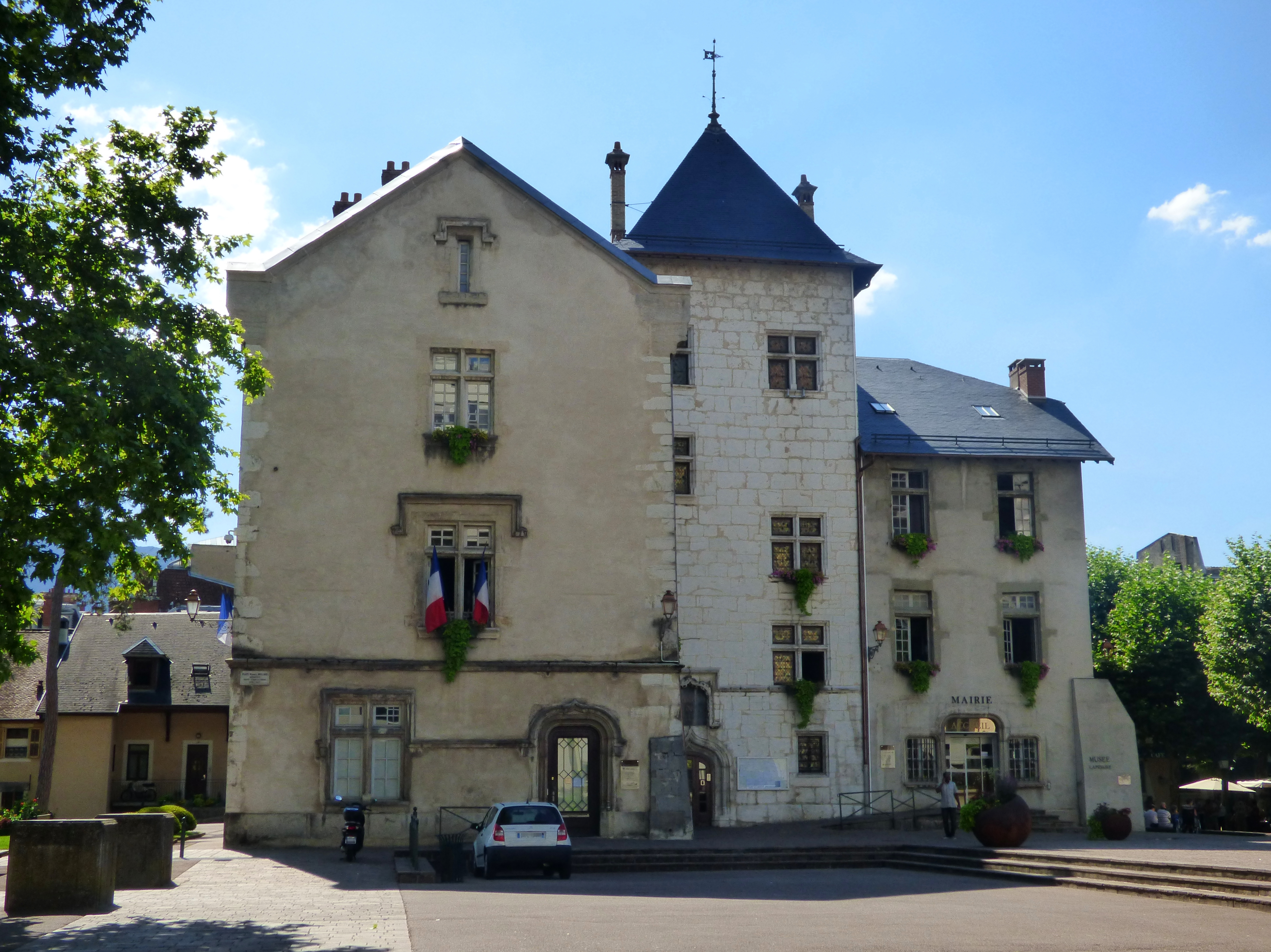
Hôtel de ville.

À côté de ce bourg agricole, dont l'implantation demeure encore inconnue, s'est développé un ensemble composé de thermes fréquentés par l'aristocratie locale qui y vient en cure et dont certaines familles investissent dans la construction et le financement des travaux d'entretien et qui, en retour, perçoivent peut-être des revenus sur l'exploitation — les thermes ne peuvent être considérés comme un établissement public lié à l'agglomération secondaire. Ce sont également ces familles qui font construire à proximité des thermes des monuments funéraires, le mausolée-temple de Diane et l'arc de Campanus.
Situé dans le centre historique de la ville moderne, dans la partie occidentale de la place Maurice-Mollard, le temple est accolé à l'hôtel de ville d'Aix-les-Bains qui se développe le long de son mur méridional, ce dernier étant visible depuis l'intérieur de l'hôtel de ville.

## Chronologie et études

### Multiples affectations successives
La date d'édification du temple se situe probablement dans la première moitié du IIe siècle de notre ère, sur un sol remblayé en terrasses après qu'un premier monument de forme polygonale, cultuel ou funéraire, a été implanté sur le site. C'est peut-être au même moment que les thermes sont agrandis et l'arc de Campanus construit. Les travaux les plus récents semblent montrer que d'autres édifices, dont peut-être un portique, existent à proximité du temple.
Au IIIe siècle, un mur semble construit autour du temple sur un sol surélevé de plus de 3 m à cet effet, ce qui correspond à la hauteur du podium du temple. Le seuil de cette enceinte, retrouvé à une vingtaine de mètres à l'est de ce temple et dans son axe, paraît fait de blocs de remploi prélevés sur des édifices avoisinants ; il est large de 2,75 m. Le remblai et le réaménagement du site sont sans doute les conséquences d'un glissement de terrain qui affecte les structures précédentes. Le temple pourrait être abandonné vers la fin du IVe siècle. Au Ve siècle, cette enceinte est agrandie vers l'est, ce qui correspond peut-être à un changement d'affectation de l'espace enclos accueillant une église chrétienne, peut-être le temple lui-même reconverti à cet effet. De fait, du Ve au Xe siècle, cette zone est le siège de sépultures.
Au XVIe siècle, la construction du château du marquis de Seyssel intègre le temple alors aménagé en cellier, mais dont les pierres sont aussi certainement réutilisées dans le nouveau bâtiment ; le fossé creusé autour du château détruit une grande partie de l'enceinte.
En 1824, le château devient un casino et le temple une salle de spectacle qui, trop petite, est abandonnée dès 1850 lorsque le casino Grand-Cercle entre en service. En 1868, la ville rachète le temple de Diane à la famille de Seyssel. Le musée Lepic, fondé en 1874 dans le château de l'hôtel de ville, est transféré en 1882 dans le temple qui avait été classé au titre des monuments historiques en 1875,. Les nouvelles affections du XIXe siècle s'accompagnent de modifications architecturales.
L'église paroissiale Notre-Dame, accolée au temple vers le nord, est démolie en 1909, ce qui dégage les abords du monument antique. Le musée Lepic est supprimé en 1939 et remplacé après la Seconde Guerre mondiale par le musée archéologique, qui ouvre en 1948 ; depuis 2008, il n'est plus accessible en permanence.

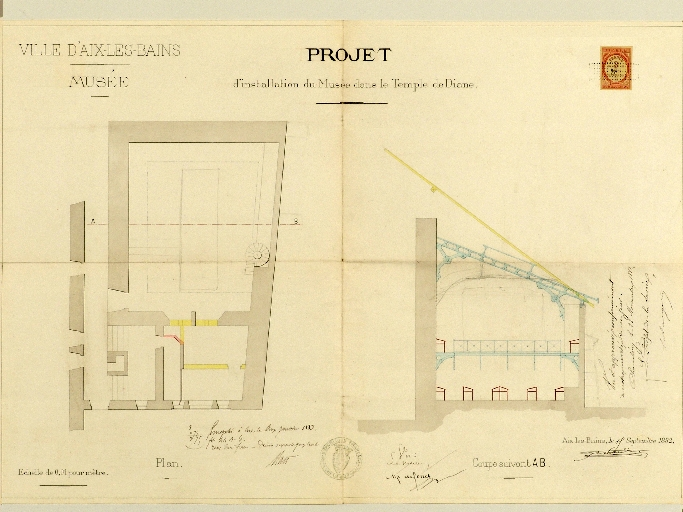
Projet d'aménagement du temple en musée[N 3].
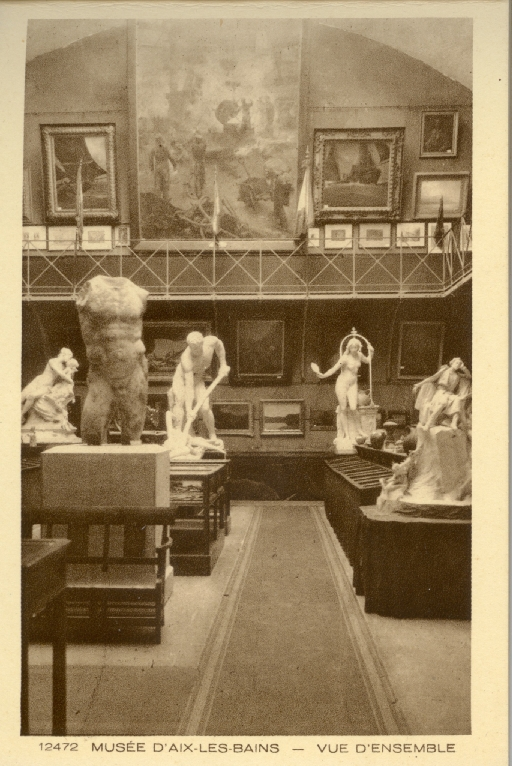
Intérieur du musée Lepic.
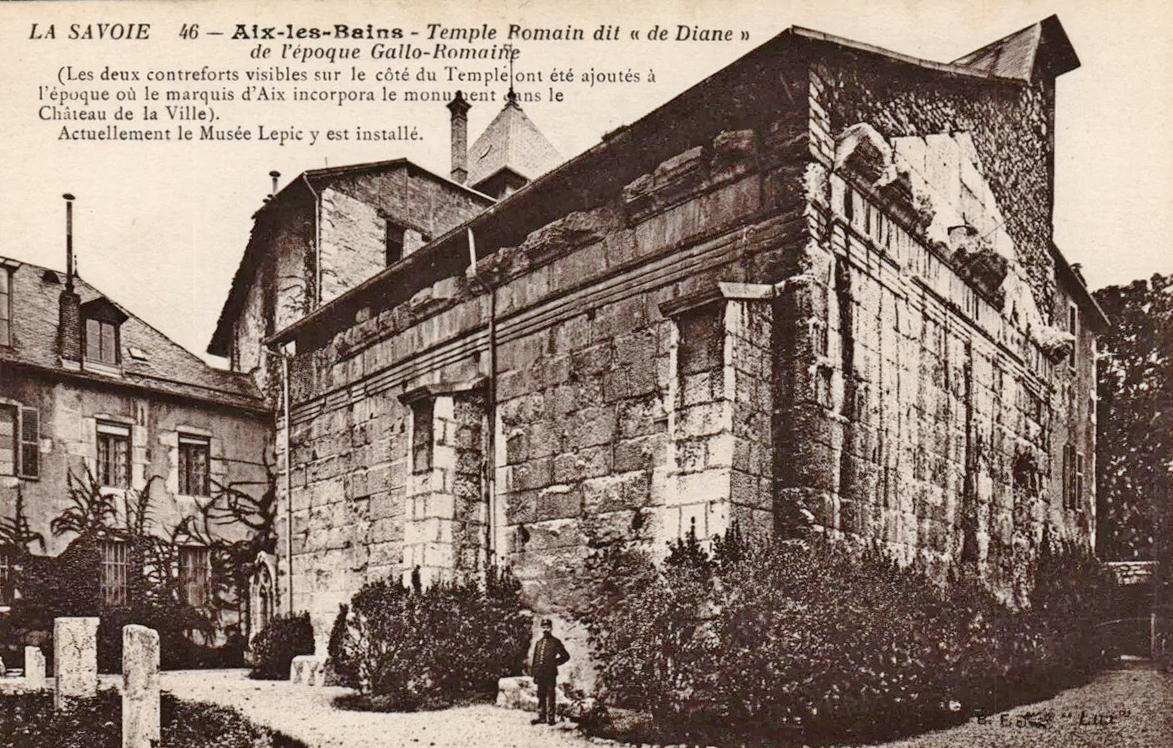
Vue du temple à la fin du XIXe siècle.
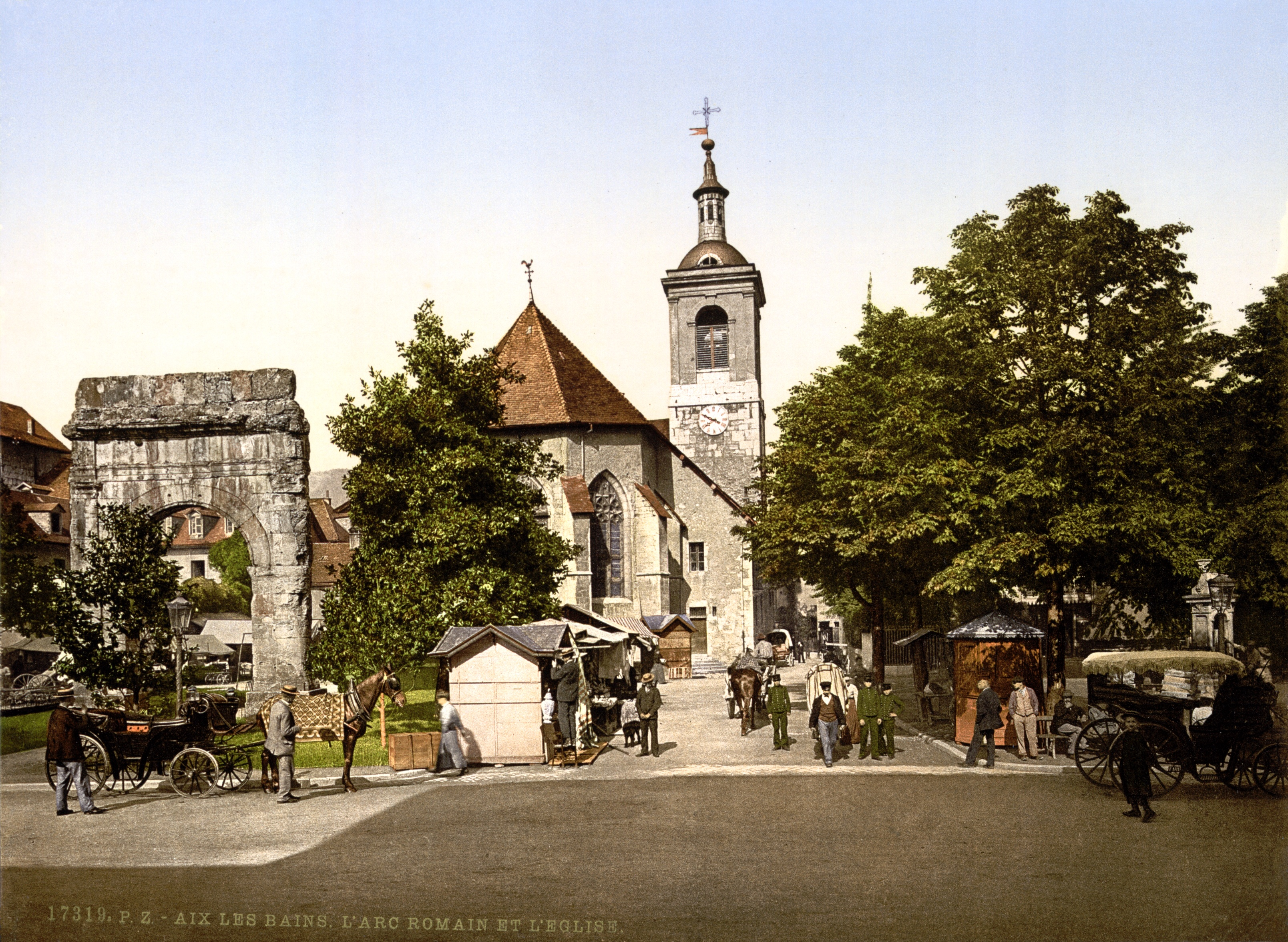
Ancienne église Notre-Dame et son environnement[N 4].

### Mentions bibliographiques courantes mais travaux archéologiques rares
D'une manière générale et jusqu'à la fin de la Première Guerre mondiale, l'histoire antique d'Aix-les-Bains, excepté au travers des mentions pourtant précoces du temple et des autres monuments dans les récits de voyage, ne suscite que peu d'intérêt.
En 1623, Jean-Baptiste de Cabias indique l'existence du temple construit par les Romains et inclus dans le château du marquis d'Aix.
En 1802 Jean-François Albanis Beaumont, auteur de la Description des Alpes grecques et cotiennes, décrit le temple, dont il reconnaît la fonction cultuelle et l'antiquité romaine. Dans son Voyage statistique et pittoresque à Aix-les-Bains ou Journal d'Amélie, François-Marie de Fortis évoque en 1830 une construction « postérieure au siècle d'Auguste ». En 1899, François de Mouxy de Loche livre une description détaillée du monument, établit son historique et énumère les divinités auxquelles il a pu être consacré, sujet déjà discuté à cette époque.
Dans les années 1920 et surtout 1930, les thermes et leurs abords sont fouillés dans le cadre de l'agrandissement du complexe thermal. Bien que n'intéressant pas directement le temple, ces opérations permettent, notamment grâce au mobilier archéologique retrouvé, de bâtir des scénarios sur l'histoire antique d'Aix-les-bains et de ses monuments, dont le temple de Diane.
Les fouilles conduites en 1988 et 1989 à l'occasion de l'aménagement du parking de l'hôtel de ville sont les premières réalisées à proximité du temple. Elles mettent au jour les vestiges des constructions ayant précédé le temple ainsi que les premiers états du monument.
Au début des années 2000, Philippe Leveau confronte les données archéologiques, bibliographiques, épigraphiques et topographiques ; il revoit le statut de la ville antique d'Aix-les-Bains (un bourg rural selon lui) et de ses monuments (temple de Diane et arc de Campanus, qui seraient des monuments funéraires).

## Description

### Architecture
- Structures attestées
- Structures restituées

Proposition de restitution du temple.

Le temple mesure 17,20 m de longueur, 13,65 m de largeur et 13,12 m de haut à partir du sol antique, sans compter les tympans des frontons hauts de 2,30 m en façade comme à l'arrière. Il est porté par un podium haut de 3,29 m. Son entrée se trouve vers l'est et le secteur identifié comme celui de l'ensemble thermal antique. Un mur transversal, épais de 0,80 m, sépare le bâtiment en deux : à l'arrière (ouest) la cella (10,50 × 10,30 m) et à l'avant (est) le pronaos (4,30 × 10,30 m). Sur le podium, l'entrée du pronaos est probablement marquée par deux colonnes supportant le fronton. Compte tenu de la hauteur du podium, le temple est sans doute accessible par un escalier de façade (disparu) débouchant sur le pronaos et comptant onze degrés pour une longueur d'environ 5,60 m.
| Image externe |                                                                                      |
|               | Proposition de restitution du temple (Alain Canal, patrimoine.auvergnerhonealpes.fr) |

Le massif de fondations, haut de 1,56 m, est construit en petits moellons liés au mortier. Le reste du monument (podium et élévation des murs) est édifié à l'aide de blocs (grand appareil) assemblés à joints vifs sans mortier, à raison de cinq assises pour le podium et treize pour les murs gouttereaux. La pierre utilisée pour sa construction semble provenir de carrières situées à Franclens et à Surjoux ; dite « pierre de Seyssel », elle est blanche, fine et réservée à des utilisations nobles,.

### Décor

Coupe de l'entablement du temple.

Les décors architectoniques ont souffert de l'intégration du monument dans l'ancien château ; ils paraissent pour autant être assez peu nombreux, cette sobriété rappelant celle des temples édifiés au IIe siècle sur le Forum romain.
Un entablement couronne le sommet des murs du temple ; il reste très visible sur les parties conservées, bien que dégradé à l'ouest et au nord. Il se compose, de bas en haut, d'une architrave à trois bandeaux de hauteur croissante, d'une mouluration, d'une frise non décorée puis d'une corniche moulurée à doucines, talons et filets. Le style de ce décor divise les historiens de l'art, puisque les ordres ionique, corinthien ou toscan sont tour à tour évoqués.
Un chapiteau d'ordre toscan et deux tambours de colonnes retrouvés à proximité pourraient faire partie de la colonnade de façade du temple, mais l'archéologue italien Fabrizio Slavazzi, se basant sur des critères stylistiques, conteste ce rapprochement.

### Vestiges conservés

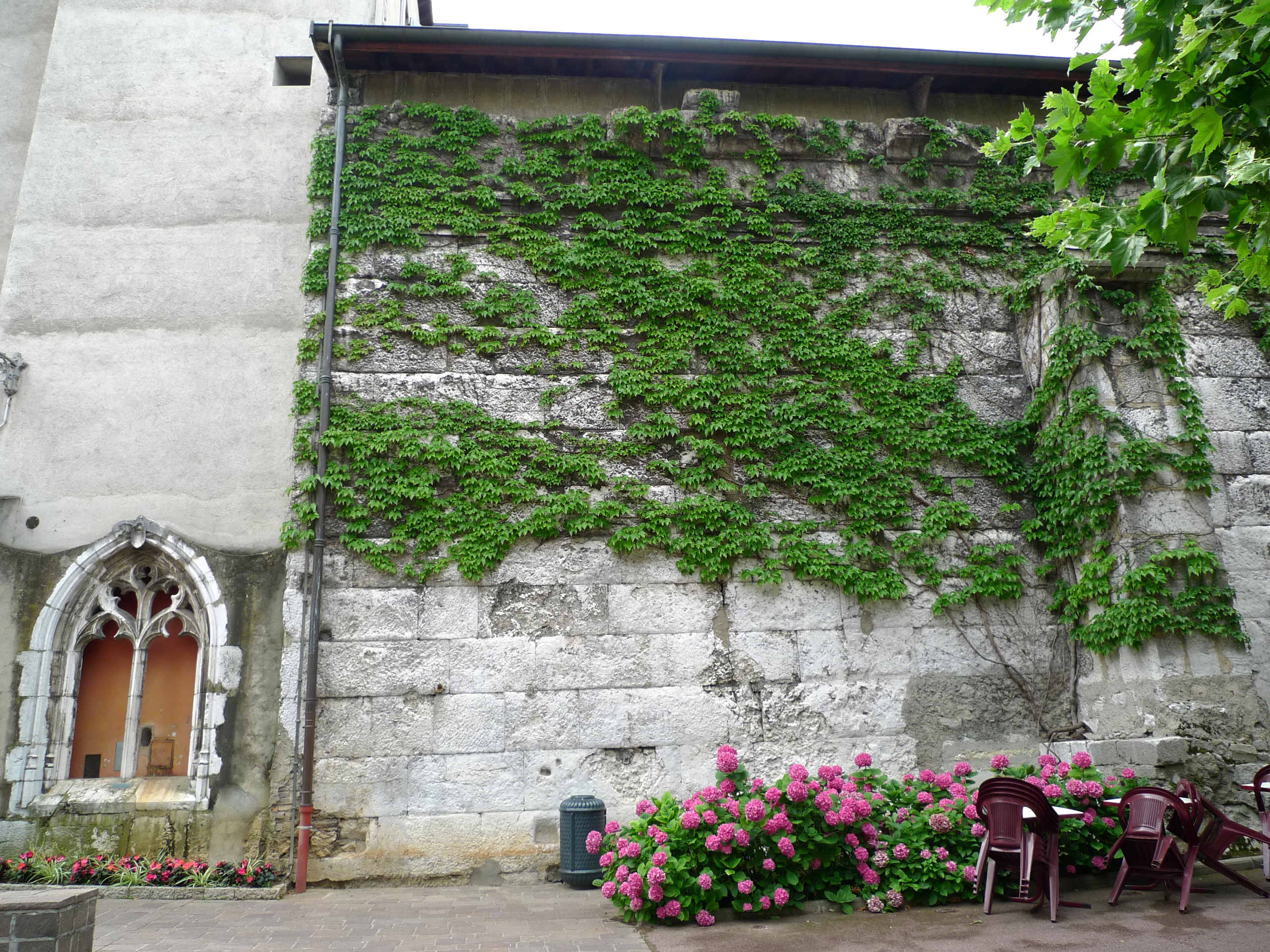
Mur septentrional.

Les murs ouest et nord sont visibles de l'extérieur du monument ; ils sont préservés jusqu'à la hauteur de la corniche, même si cette dernière est fortement dégradée. Quand le temple est transformé en théâtre, l'épaisseur du mur nord de la cella est réduite de moitié par l'intérieur pour accueillir les gradins. Deux contreforts datant de la création du musée Lepic sont apposés contre le mur septentrional ; c'est la construction d'une mezzanine intérieure qui impose leur construction.
Le fronton occidental est conservé et son grand appareil se distingue nettement des maçonneries plus récentes en opus incertum qui le surmontent.
Le mur méridional apparaît à l'intérieur de la mairie, sur les trois premiers niveaux du bâtiment. De même, les arrachements du mur séparant la cella du pronaos sont conservés.
La façade orientale du temple de Diane, correspondant à son entrée, ainsi que sa toiture à double versant qui épouse les pentes des frontons ont intégralement disparu. Les aménagements intérieurs, emportés par les multiples bouleversements du sol, ne peuvent être restitués.

## Interprétation
La fonction de l'édifice que la tradition désigne comme le temple de Diane est depuis longtemps discutée. En 1939, Pierre Wuilleumier, qui mène des études sur la ville antique d'Aix-les-Bains, doute que l'édifice soit réellement un temple ; il évoque une sorte de casino, reprenant le terme déjà employé en 1899 par François de Mouxy de Loche, qui écrivait : « Il me paraît donc bien possible que le temple de Diane ait été plutôt un nymphæum, c'est-à-dire une sorte de casino en usage à l'époque romaine dans les cités thermales ».

### Petit temple urbain dont la dédicace réelle reste inconnue

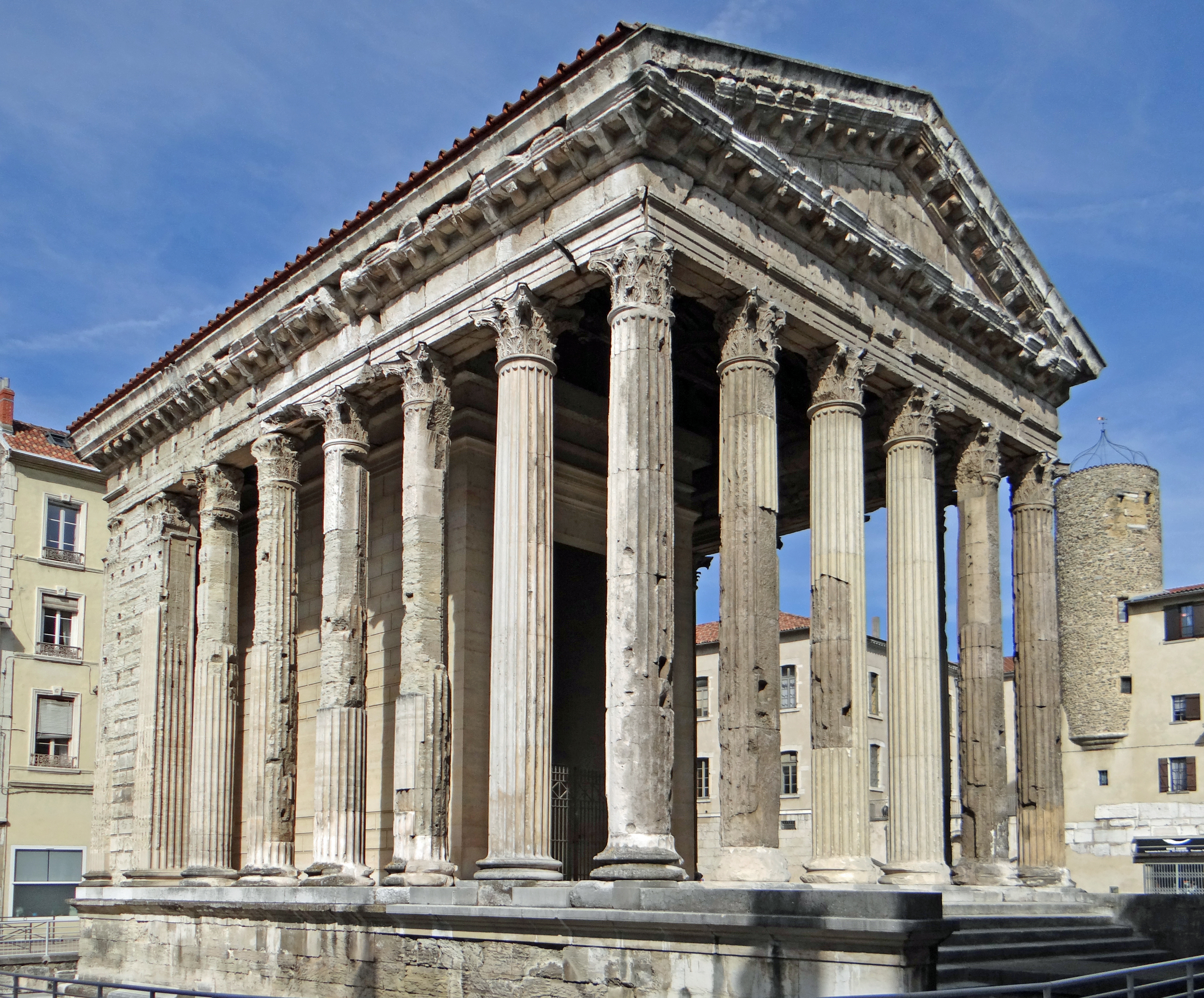
Temple d'Auguste et de Livie.

Selon Alain Canal et Michel Tarpin, ce monument fait partie des trois temples « classiques » intégralement conservés en France, avec la Maison carrée de Nîmes et le temple d'Auguste et de Livie à Vienne. Ils remarquent toutefois que le plan et les proportions du monument ne correspondent pas aux canons définis pour un temple romain, et qu'il manque, au moment de la construction, la délimitation par une enceinte ou un péristyle de l'espace sacré généralement dévolu à un temple.

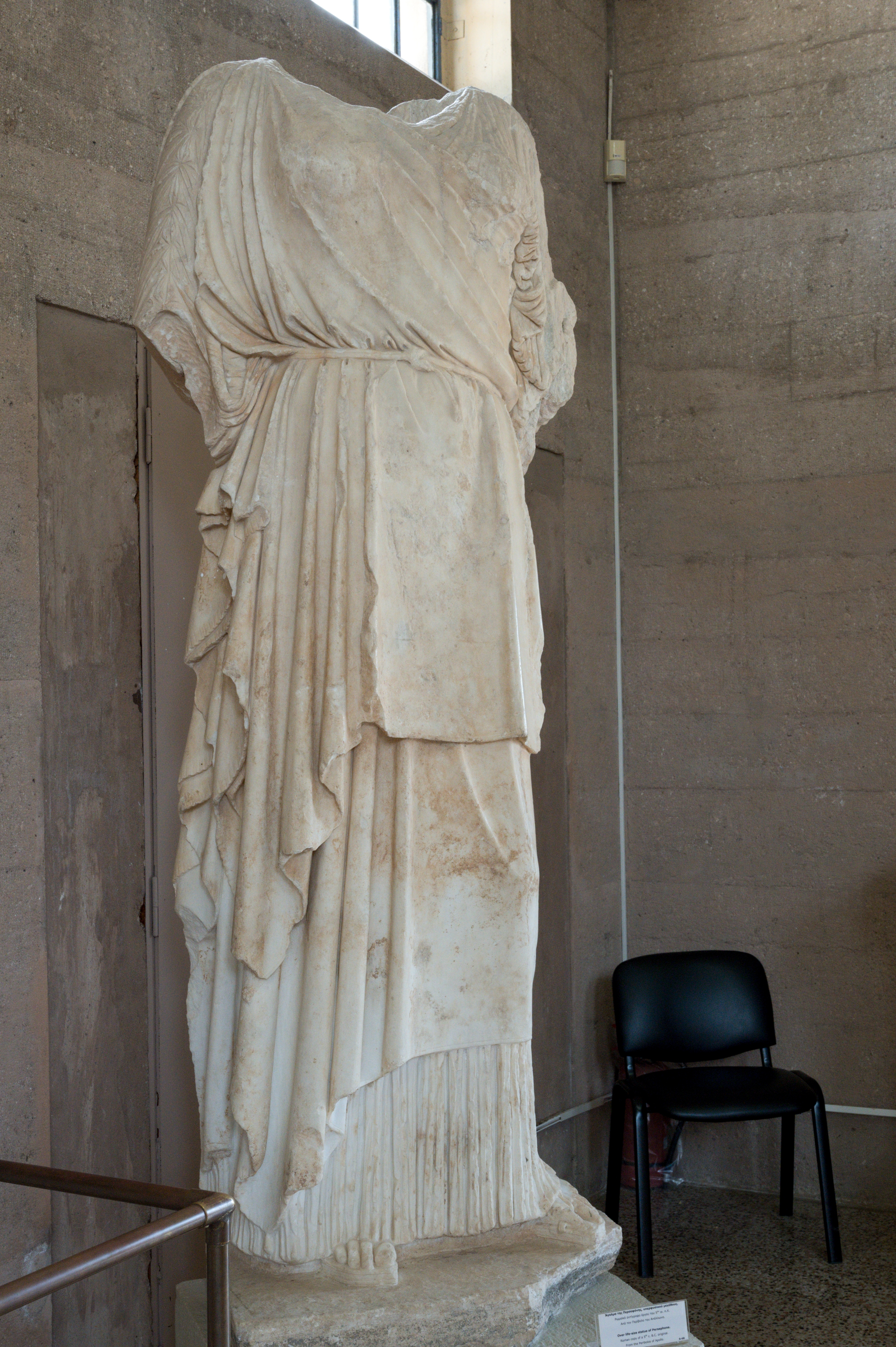
Autre copie de Perséphone de Corinthe.

L'attribution à la déesse Diane est conjecturale et semble remonter au Moyen Âge, où cette déesse est couramment invoquée pour des sites équipés de thermes : au début du XIXe siècle, Albanis Beaumont rapporte cette tradition mais reconnaît qu'elle ne repose sur aucun fondement sérieux.
La proximité des thermes incite certains historiens à lier le temple à Borvo ou Bormo, dieu guérisseur des sources chaudes dans la religion gauloise et dont le nom est lié à d'autres sites antiques pourvus de thermes (Aquae Bormonis pour Bourbon-Lancy par exemple).
La découverte lors des fouilles du parking de l'hôtel de ville d'une statue acéphale en marbre de Paros, haute de 1,68 m et représentant une femme en péplos, complique encore les choses : Alain Canal suggère tout d'abord de l'assimiler à Hygie, déesse de la santé ; revenant dans un second temps sur cette hypothèse, il penche vers une statue honorifique d'impératrice dans un temple voué au culte impérial, qui était sans aucun doute pratiqué à Aquae,. Ce pourrait aussi être une copie romaine du modèle dit « Perséphone de Corinthe », issue d'un atelier de Campanie comme le pense Slavazzi, pour qui cette hypothèse ne préjuge pas de la fonction première du monument, temple ou mausolée. L'archéologue suggère que la statue, dont la tête était sans doute amovible pour en faciliter le transport, a été dissimulée avec soin, ce qui évoque une statue de grande valeur symbolique, cultuelle ou funéraire (représentation de la défunte sous la forme d'une déesse ou consecratio in formam deorum), et qui explique en outre son bon état de conservation,.

### Mausolée-temple, élément d'un complexe funéraire
À la lumière de ses travaux, Philippe Leveau suggère que les monuments (arc et temple) pourraient ne pas correspondre à la parure monumentale installée au centre d'une agglomération. Ils seraient bâtis en marge d'un bourg rural encore à localiser.

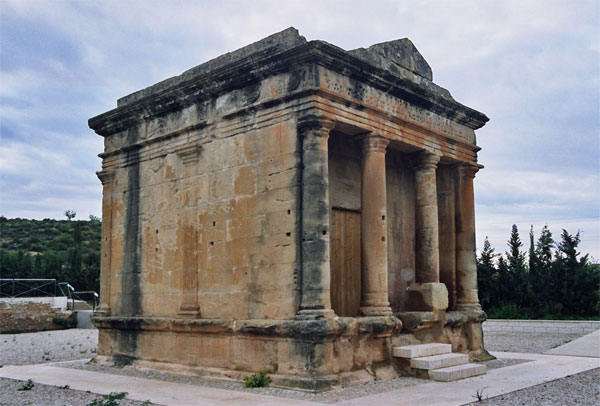
Mausolée de Fabara.

Dans cette hypothèse, le supposé temple pourrait être un monument funéraire, mausolée ou tombeau en forme de temple, selon une mode qui se développe à partir des années 130-160 après être apparue à la fin du Ier siècle ; dans le même temps, les inhumations prennent peu à peu la place des incinérations dans les rituels funéraires. La découverte de vestiges d'inhumation à proximité et l'identification de la statue comme Perséphone, reine des Morts, étayent cette interprétation et expliquent dans une certaine mesure l'originalité des proportions du monument par rapport à un temple. Toutefois, la forme même du tombeau-temple, connue en Italie (Rome et Ostie) ou en Espagne (mausolée de Fabara), n'a été que très peu répertoriée en Gaule (mausolée de Lanuéjols par exemple), ce qui conférerait un caractère rare au monument,.
Le temple de Diane constituerait avec l'arc de Campanus un complexe funéraire bâti par de riches familles en lien avec les thermes voisins, en tant que clients et/ou exploitants. L'épigraphie aixoise mentionne deux familles de notables influentes au plan local, voire régional, les Pompeii et les Titii. Les premiers étant indiscutablement rattachés à l'arc, il est tentant de voir dans les seconds les commanditaires du temple de Diane même si aucune preuve ne peut en être apportée. Il n'est enfin pas exclu que d'autres éléments, peut-être un portique et au moins un autre monument, aient fait partie de ce complexe.